# Llama Gabilondo y Cía S.A.
Llama Gabilondo y Cía S.A., ook wel Llama Firearms, was een Spaans-Baskische firma die in 1904 werd opgericht als Gabilondo Y Urresti en was gevestigd in Guernica. Na de Eerste Wereldoorlog verhuisde het bedrijf naar Elgoibar, waarbij de bedrijfsnaam werd gewijzigd in Gabilondo y compañia. Na de Tweede Wereldoorlog werd de fabriek verplaatst naar de Baskische plaats Vitoria-Gasteiz. Gabilondo was de fabrikant van Ruby-revolvers en Llama en Star pistolen. De naam Llama (uitspraak: 'ljama') betekent 'vlam'.
Bij een reorganisatie in 1995 is de naam van het bedrijf gewijzigd in Fabrinor. Een aantal Llama-pistolen zijn met name voor Zuid-Amerika, ook onder de namen Tauler en Mugica, op de markt gebracht.
Veel modellen zijn geïnspireerd op het vertrouwde Colt 1911 pistool of een verkleinde uitvoering daarvan, zoals het model XI-B. De kalibers variëren van .22 Long Rifle tot en met .45 ACP. Speciaal voor de Amerikaanse markt werd ook een model gemaakt in het kaliber .38 Super. Een aantal Llama-pistolen heeft, net als de originele Colt, een greepveiligheid in de achterzijde van de kast. Ruim voordat Colt zijn automatische slagpinveiligheid introduceerde in de series-80 modellen, had Llama dit al toegepast.
Llama heeft ook een aantal revolvers gemaakt, dat soms fantasievolle namen droeg, zoals de Comanche, Super Comanche, Crusader en Martial in kalibers vanaf .22 Long Rifle tot en met .44 Magnum.